# 雷格 (密蘇里州)
雷格（英語：Reger）是位於美國密蘇里州沙利文縣的非建制地區。

## 歷史
雷格的郵局於1881年設立，其後於1968年停運。

## 地理
雷格所處的海拔為高於海平面249米（即817英呎），而該地所採用的時區為UTC-6，即北美中部時區（CST）。同時該地設有夏令時間，為UTC-6調快一小時，即UTC-5（CDT）。